# هنري رادفورد
هنري رادفورد (19 يونيو 1896 - 29 نوفمبر 1972) (بالإنجليزية: Henry Radford)‏ هو لاعب كريكت بريطاني (وحمل سابقاً جنسية المملكة المتحدة لبريطانيا العظمى وأيرلندا).